# Anversa

Logo

Anversa (AFI: /anˈvɛrsa/; anticamente anche Anguersa, /anˈɡwɛrsa/; in olandese Antwerpen; in fiammingo Antwerpn; in francese Anvers) è una città di 523 248 abitanti del Belgio settentrionale, la più importante delle Fiandre, una delle tre regioni dello Stato belga, e capoluogo della provincia omonima.
Si tratta del comune più popoloso del Belgio, escluso dunque il resto della sua area metropolitana (la quale è, invece, la seconda nel Paese dopo quella formata dalla Regione di Bruxelles-Capitale). Inoltre il suo porto, importante sbocco verso il mare del Nord attraverso l'estuario del fiume Schelda, è il secondo più grande d'Europa dopo l'Europoort di Rotterdam.

## Storia

### Il nome
Secondo una leggenda risalente al XV secolo, il nome "Antwerpen" deriva dalla frase hand werpen cioè "lanciare la mano", riferita all'uccisione da parte del soldato romano Silvio Brabone del gigante Druon Antigoon che regnava nella zona: il soldato tagliò la mano al gigante e la gettò nella Schelda.
La leggenda dell'origine del nome è ripresa da una specialità locale, dei cioccolatini chiamati Antwerpse Handjes, "manine di Anversa". Alla leggenda è inoltre dedicata una fontana collocata nella centrale Grote Markt e intitolata a Silvio Brabone.
Il nome della città viene fatto risalire al IX secolo quando gli abitanti della zona, in seguito alle scorrerie normanne, si ritirarono a "anwerp", ovvero su una collina alluvionale situata dove poi sorse il castello Het Steen, nucleo da cui sorse poi il centro abitato.
In italiano, il toponimo Anversa è derivato dalla diretta italianizzazione dell'equivalente francese Anvers, il quale - a sua volta - è la versione romanza dell'accusativo Antverpas oppure Andwerpas in latino medievale.

### Ascesa

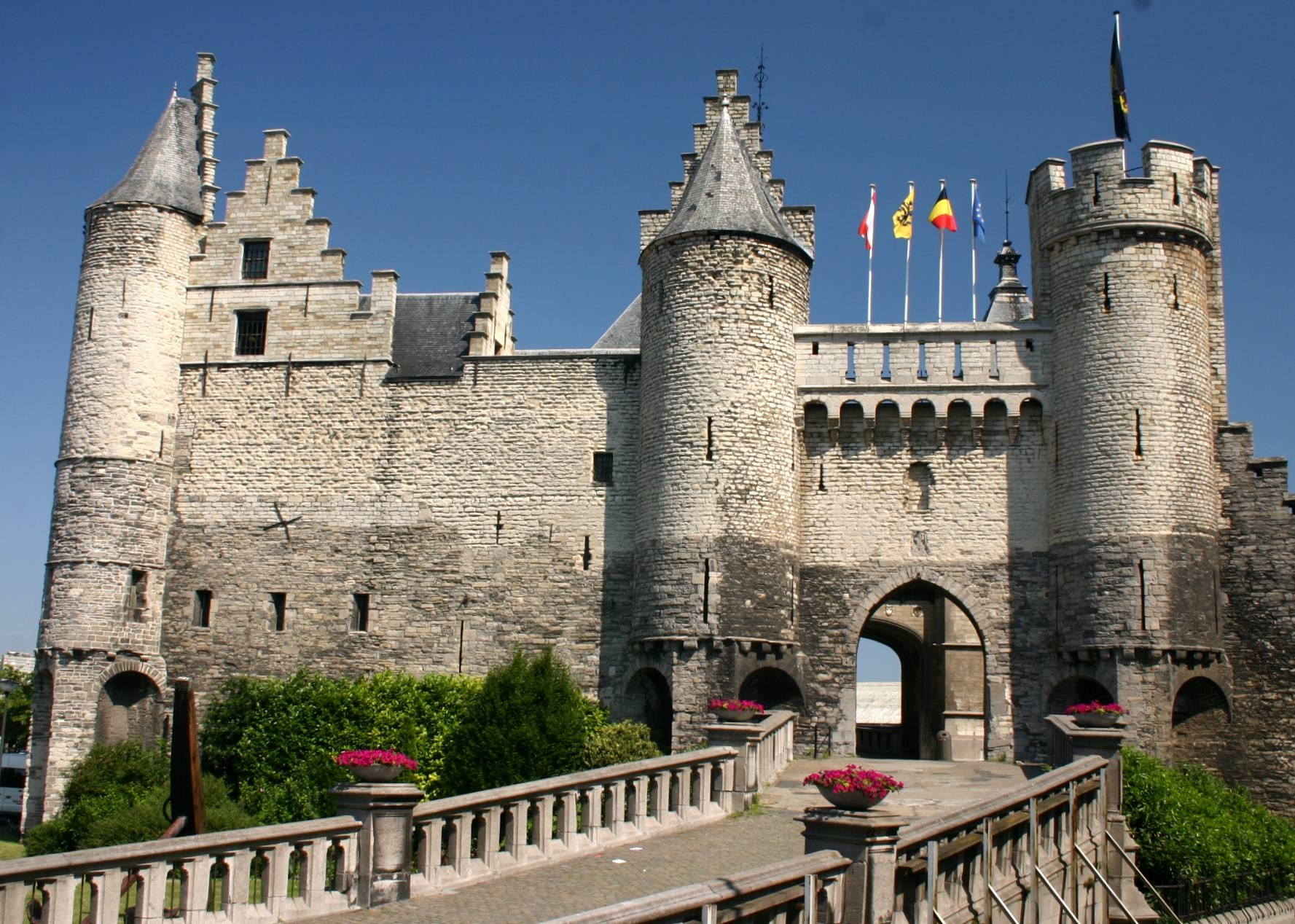
Castello "Het Steen".

Situata sulla riva destra della Schelda, a circa 90 km dal mare del Nord, Anversa doveva la propria importanza alla sua vantaggiosissima posizione geografica. Le prime notizie della città risalgono al 640, allorché Sant'Amando di Maastricht per primo vi predicò e vi costruì una chiesa; sugli antichi insediamenti di pescatori, la città iniziò a svilupparsi soprattutto grazie all'opera di bonifica operata da alcuni Benedettini irlandesi, che durante il IX secolo vi costruirono una fortezza e decisero di stabilirvisi. Fu soprattutto nel XIII secolo, quando le venne riconosciuto il titolo di città, che Anversa cominciò ad essere visitata dai mercanti italiani, ed iniziò ad acquisire rinomanza come centro mercantile.
Al principio del XIV secolo era già divenuta un importante centro di transito del traffico commerciale tra la Germania e il mare del Nord, in concorrenza con Bruges, che nei primi decenni del XV secolo fu nettamente superata. Fu però solo durante il XVI secolo che Anversa acquistò straordinaria importanza a livello europeo, e sulle banchine del suo porto iniziarono ad approdare in gran numero navi cariche di mercanzie provenienti da ogni dove: bianche e carezzevoli lane inglesi, zucchero di canna indiano, cuoi, odorose spezie, drappi inglesi, legname svedese e allume italiano.
Lodovico Guicciardini fa coincidere ciò che denomina «il secondo augumento de più notabili, che ha fatto questa città tanto grande, ricca e famosa» con l'influenza dei Portoghesi, che in seguito a «meravigliosa e stupenda navigazione […] cominciarono a condurre le spezierie e le drogherie d'India in Portogallo e poi di Portogallo condurle alle fiere in questa terra», togliendone così il monopolio ai Veneziani che lo detenevano da tempo. Questo commercio, insiste Ludovico, «attrasse a poco a poco gli Alemanni» e «parecchie onorate case di Spagnoli». «Et così intorno all'anno MDXVI, seguitando l'un l'altro, tutti i mercanti forestieri, in Bruggia residenti, eccettuato parte degli Spagnoli, che là restarono, vennero con non minor danno di quella città, che profitto di questa, qua a dimorare!».

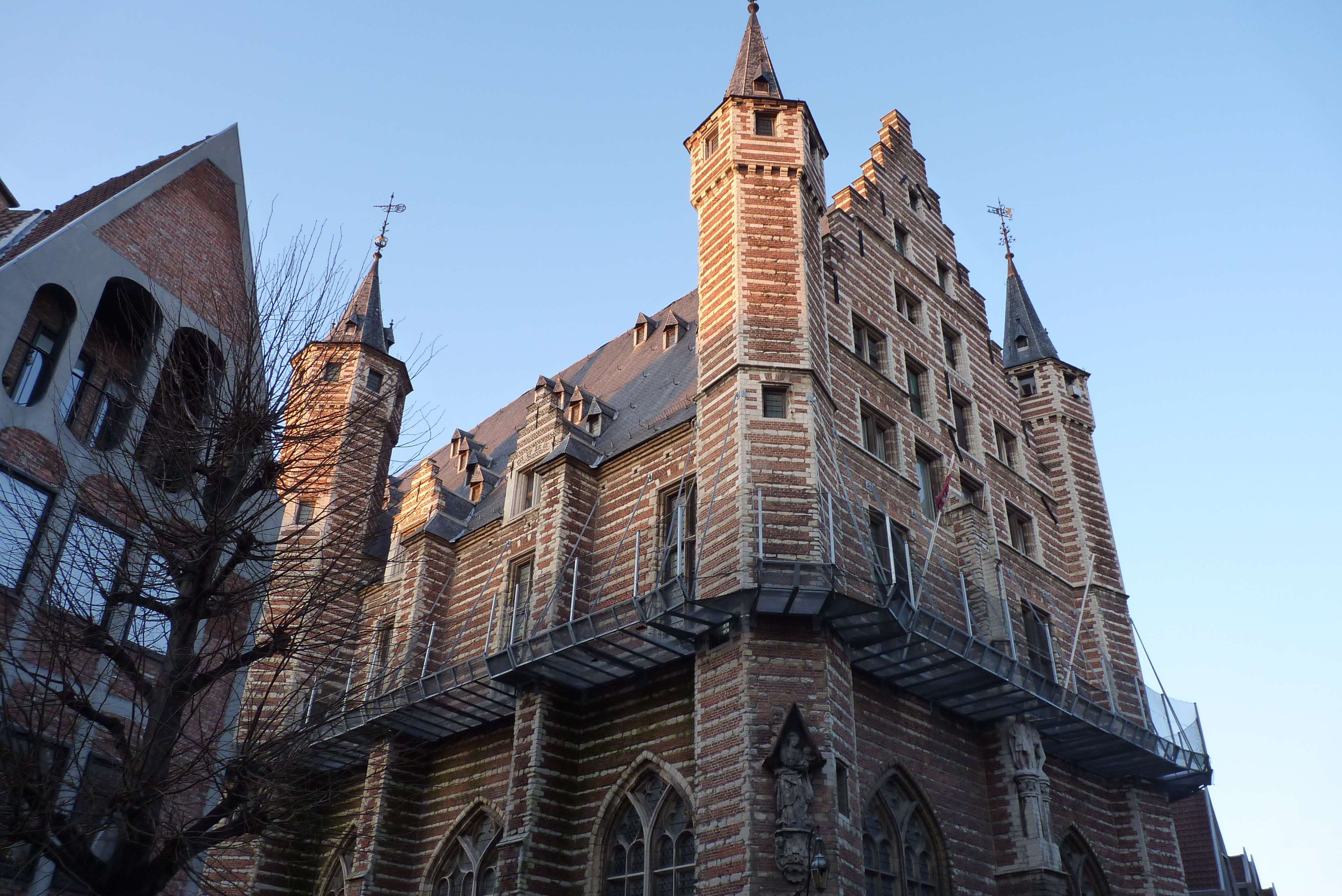
il Mercato delle Carni.

Infatti verso la fine del XV secolo a causa di varie circostanze si colloca il declino di Bruges. Ad esso corrispose un crescente sviluppo della prosperità di Anversa, «che attirò da Bruggia […] quando manco l'aspettava e più insuperbiva» le più importanti casate di banchieri «tutte famiglie di gran seguito, e di grandissimo traffico» come i Welser e i Fugger. Questi ultimi erano senz'altro i più ricchi e potenti finanzieri del Cinquecento. Agli inizi del Quattrocento non erano altro che una famiglia di tessitori di Augusta che incominciava ad estendere la propria attività al commercio; ma tra la fine del Quattrocento e i primi decenni del Cinquecento, essi avevano già dato vita ad una straordinaria fortuna.
L'azienda, organizzata sul modello delle compagnie italiane, assunse in breve tempo rilevanti proporzioni, adeguate a gestire un volume di affari che non conosceva più frontiere. La loro ricchezza si fece proverbiale, tanto che in Spagna si usava comunemente dire "rico como un Fucar". I Fugger arrivarono in città con un seguito di fattori, ministri, servitori; e soprattutto, con i loro capitali portando una nuova ventata di prosperità all'intera metropoli.
«Il terzo e fresco augumento» viene poi fatto iniziare «dopo la passata di monsignore di Lungavalle e di Martino Van Raffem», quando «si risuolarono prudentissimamente di fabbricare la predetta muraglia». Ovvero nel 1542, anno della costruzione delle nuove mura della città, e dell'assorbimento di alcune importanti fiere e traffici commerciali: «di questa maniera in breve tempo, è tanto aumentata e aggrandita questa città, che se tu ne cavi Parigi, non troverai di qua dai monti terra più ricca». Difatti anche in Anversa si svilupparono le fiere. «La fiera è baraonda» - dice Fernand Braudel - «fracasso, musica popolare, festa, il mondo alla rovescia, disordine, talvolta tumulto».

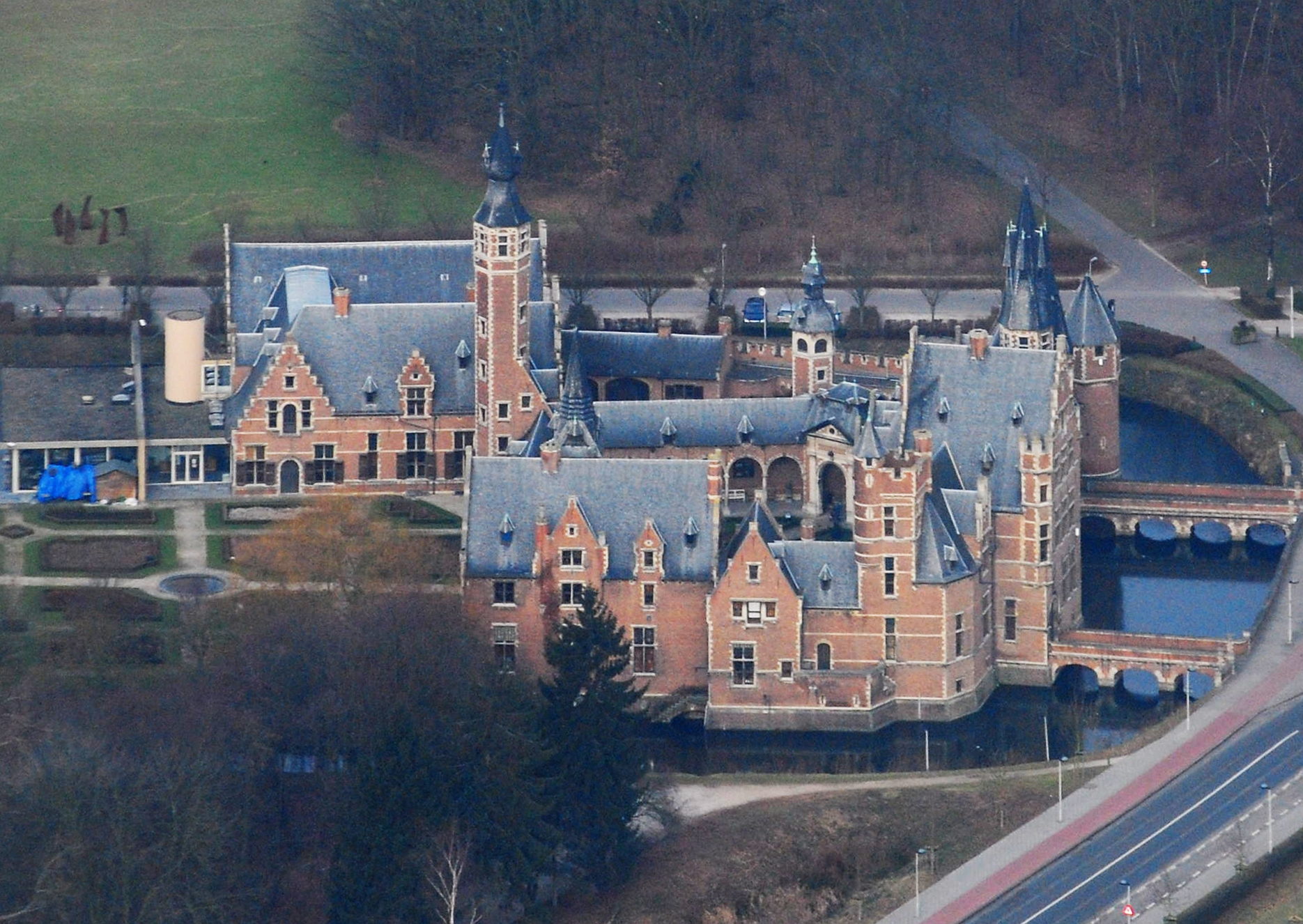
Castello "Rivierenhof".

Era così anche in Anversa, ove si tenevano, come ricorda il Guicciardini, quattro fiere annuali «molto privilegiate», all'interno delle quali si svolgevano numerose operazioni mercantili. Le maggiori erano due: la Sinksenmarkt e la Bamismarkt. Entrambe si protraevano per circa sei o sette settimane: la Sinksenmarkt, fiera di Pentecoste, iniziava a giugno e si concludeva ad agosto inoltrato, e la Bamismarkt, Fiera di San Bavone, che iniziava in settembre e si concludeva a metà novembre. Entrambe queste fiere erano frequentate da mercanti provenienti da ogni paese d'Europa e vedevano, anche, un'enorme partecipazione popolare. Anche Albrecht Dürer riferisce di essere stato durante il suo quinto soggiorno in Anversa ad una fiera «quella dei cavalli», «nelle quali fiere» - ci dice il Guicciardini - «da ogni banda del paese e di fuora infino di Danimarca viene quantità grandissima di cavalli di ogni sorte, che veramente fa bel vedere e buon provvedersi».
Lo sviluppo di Anversa fu rapido: fra il 1505 e il 1545 i proventi della sua dogana raddoppiarono. Nella città della Schelda si ridistribuivano le spezie e il sale del Portogallo, si introducevano le drapperie inglesi per il finissaggio e la tintura, ma anche i vini di Spagna e di Francia, lo zucchero dei Tropici, il legno svedese e l'allume italiano. Così la città fungendo da collegamento tra il bacino mediterraneo e quello baltico, divenne il baricentro dei traffici internazionali; furono questi la vera sorgente delle sue fortune.

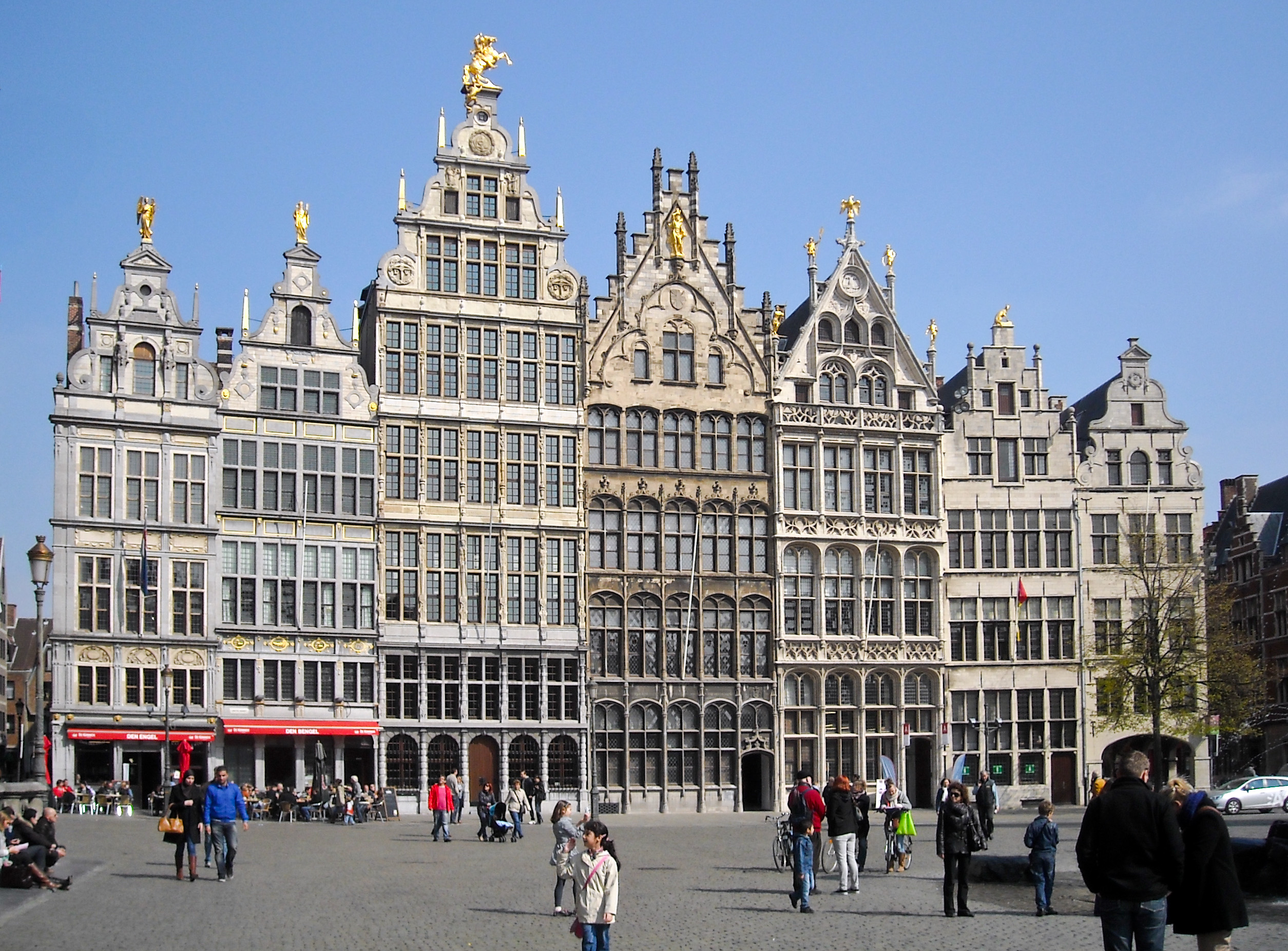
Le antiche Case delle Corporazioni sul Grote Markt.

È tra il 1535 e il 1557 che si può collocare il periodo più florido per lo sviluppo della città; quando arrivano dalla Spagna in direzione del porto della Schelda, enormi quantità di argento e oro americano. Il picco, sia in popolazione che in prosperità, venne raggiunto però solo un po' più tardi, nel 1566. La popolazione toccò un apice di circa 100.000 abitanti, un numero decisamente enorme per quei tempi, anche per una città che come Anversa, solo nel 1496 ne poteva già contare circa 40 000. Un tale aumento di popolazione non era certo da attribuirsi ad un naturale incremento, bensì alla consistente presenza di immigrati, i quali, come nota Fernand Braudel: «non sempre sono uomini di fatica o di qualità mediocre» ma anzi: «spesso recarono tecniche nuove non meno indispensabili alla vita urbana delle loro persone».
L'immigrazione che interessò la città fu appunto un'immigrazione di alto livello. Banchieri e mercanti attratti dallo sviluppo economico incominciarono ad arrivare fin dagli inizi del XVI secolo. Un così rapido sviluppo del numero degli abitanti provocò, come non è difficile intuire, una crisi degli alloggi. A questa, la città fece fronte costruendo numerose nuove abitazioni, strade e mura, che trasformarono fortemente l'intera struttura urbana della città.
Il Guicciardini, che si trovava in Anversa durante questi anni, ci lascia la descrizione di una città abbondante di ogni mercanzia: «Anversa – dice – è benissimo provveduta di vettovaglie, perché oltre a quelle che i forestieri di ogni parte ci conducono, molti provveditori di tutta la provincia […] con gran provvigione giornalmente ci concorrono, talché non solamente abbondanza di ogni cosa per il vitto ordinario ci si trova ma ci si trova ancora abbondanza grandissima per ogni estraordinario».
Tuttavia come ci spiega Fernand Braudel, i motivi dell'ascesa della città, che in pochi anni riuscì a divenire la vera capitale dell'Atlantico, sono i più svariati. Si trattò di un fenomeno complesso non riconducibile né al semplice fatto che i maggior consumatori di spezie si trovavano nel Nord, né al fatto che Venezia era ormai stata messa fuori gioco. Infatti se è vero che Anversa si sostituì a Bruges è però altrettanto vero che essa si pose al centro dell'intera economia internazionale, cosa che Bruges non era mai riuscita a fare. «Anversa dunque non fu la semplice erede della vicina rivale […] fu lo spostamento delle rotte mondiali alla fine del secolo XV, insieme all'abbozzo di un'economia atlantica, a decidere della sua sorte: per lei tutto cambiò nel 1501, con l'arrivo sulle banchine della Schelda di una nave portoghese carica di pepe e di noce moscata. Altre ne seguirono».

### Decadenza

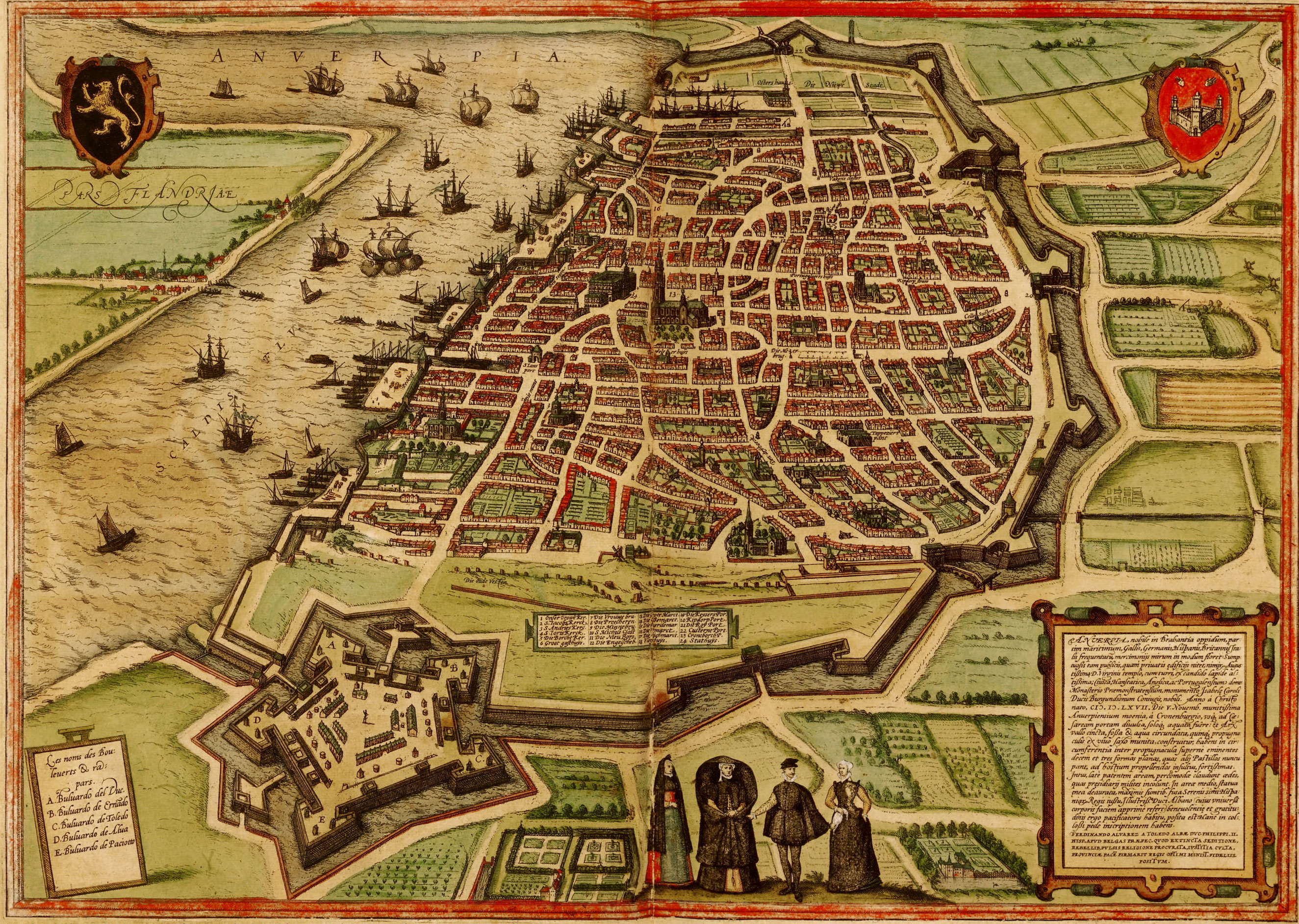
Anversa in una stampa del 1572.

Al periodo di ascesa, iniziato durante i primi decenni del Cinquecento e culminato tra il 1535 e il 1557, seguì la crisi e l'inesorabile periodo di discesa. La crescita della città fu infatti interrotta, sul finire del secolo, dagli eventi della Rivolta dei Paesi Bassi. La funzione di Anversa andò così mutando e il suo ruolo di emporio del mondo si ridusse progressivamente.
Già dall'inverno del 1564 le cose avevano iniziato a peggiorare. Il clima era stato particolarmente rigido, avanzava sempre più l'interramento della Schelda e, proveniente dalla Francia, aveva iniziato ad affermarsi tra le file degli artigiani la dottrina calvinista. Inoltre, se è vero che Anversa era sempre stata una tra le città più tolleranti d'Europa, dove avevano trovato rifugio anche gli anabattisti e gli ebrei, con l'ascesa al trono del nuovo re Filippo II le cose erano destinate a cambiare profondamente.
Governare i Paesi Bassi era una fortuna. Ne sapeva qualcosa Carlo V, che pare ne ricavasse ogni anno risorse sette volte superiori a quelle che ricavava dall'America, ma non era facile. Carlo vi era riuscito rispettando la tradizione autonomista di quella regione. La politica di Filippo II rappresentò dunque una brusca inversione di tendenza, che gli fece guadagnare in un sol colpo l'opposizione di tutte le famiglie aristocratiche, dai ricchi borghesi alle classi cittadine.
Filippo II si mosse fin dall'inizio con molta intransigenza. «Potete assicurare a Sua Santità» – scrisse all'ambasciatore spagnolo a Roma nel 1566 – «che piuttosto che permettere il minimo danno alla religione e al servizio di Dio, perderei tutti i miei stati e cento vite, se le avessi; perché né mi propongo né desidero essere sovrano di eretici». Fece pubblicare le risoluzioni del Concilio di Trento e ne pretese la rigida applicazione, dando ordine di perseguitare con il massimo rigore i protestanti. Dalla lontana Castiglia non si mostrò dunque in grado di comprendere adeguatamente le caratteristiche particolari di quella parte del suo impero così distante, sia geograficamente che culturalmente, dalla Spagna.

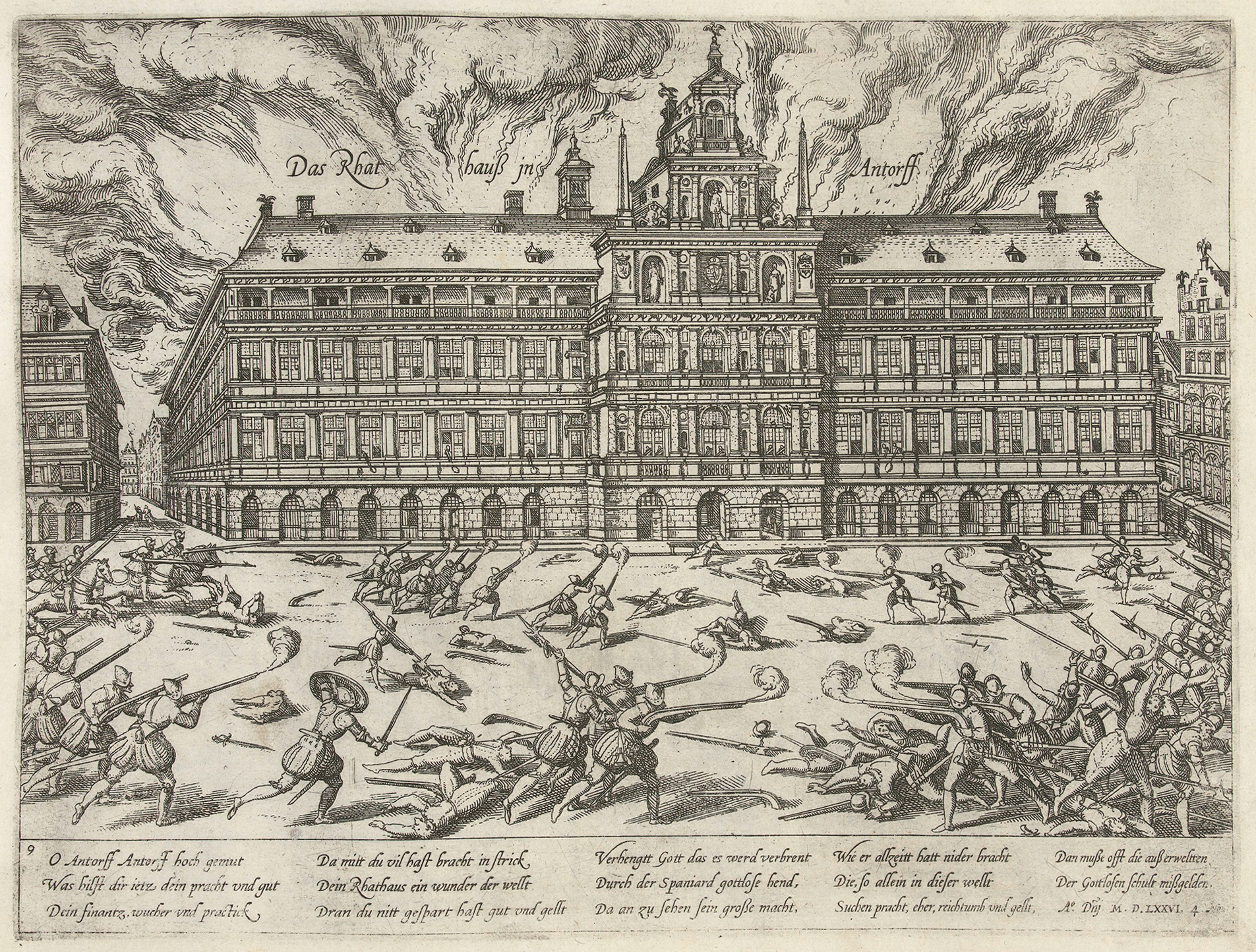
La Furia Spagnola del 1576.

La rivolta ebbe inizio nel 1566, proprio dagli strati popolari delle città dove il Calvinismo era penetrato maggiormente: Anversa, Bruges, Tournai, Gent e Ypres. Filippo inviò nei Paesi Bassi, alla testa di un potente esercito, il duca d'Alba, il quale eseguì con la massima severità le istruzioni del suo sovrano. Dal 1567 al 1573 i soldati del duca procedettero a una sistematica repressione che soffocò la rivolta nel sangue. La Furia Spagnola suscitò una grande impressione in tutta Europa; veri e propri massacri si abbatterono sulla popolazione inerme, sulle donne e i bambini, numerose case furono incendiate e migliaia di persone furono sottoposte a riscatto e spesso assassinate. Così scriveva un mercante che si trovava allora ad Anversa: «Las cosas de la tierra andan de peor en peor y sin esperansa de ninguna salud»; non diversamente descrive la situazione un suo contemporaneo, anch'esso in Anversa durante quei difficili giorni: «Mataron al entrar mucha gente, y despuesde ganada la villa, començo el saco que durò 3 dias […] Usòse en el todo lo que en semejantes tiempos se suole hacer, sin tener respecto a estranjeros ni naturales, que todos pasaron por una medida, y hubo personas a quienes costò el rescate de su casa 6.000 ducatos […] Con este desventurado suçeso no se trata de negoçios ni a cobrar maravidì, y todo bate en buscar dinero pera pagar a los soldatos y llevar la Moneda lo que cada uno tiene para hacer dinero».
Se la prosperità economica della città era stata sempre favorita da una tolleranza largamente praticata, disastrose furono le conseguenze della politica di Filippo II. Essa provocò, infatti, l'inevitabile esodo di numerosi mercanti che in Anversa cominciavano a non sentirsi più al sicuro; Luis Alvares Caldeira scrisse a Simon Ruiz: «Las naciones se van saliendo daquì poco a poco para Colonia, y lo mismo haré yo en fin déste, si no oviera otra cosa de por medio que me lo impida».
La partenza di questi mercanti, che erano il vero cuore pulsante per l'economia della città, e l'interruzione dei lavori che si erano iniziati sul fondo della Schelda per poter permettere anche alle navi più pesanti di raggiungere Anversa, provocarono l'inevitabile decadenza della città, che andò perdendo per sempre parte della sua influenza a livello europeo. Ma il vero dramma per la città sarà proprio la riconquista, dopo un lungo assedio, da parte di Alessandro Farnese, un avvenimento che, come ha scritto Pirenne, trasformò Anversa da piazza marittima a città mediterranea.

### Secoli XVII-XIX

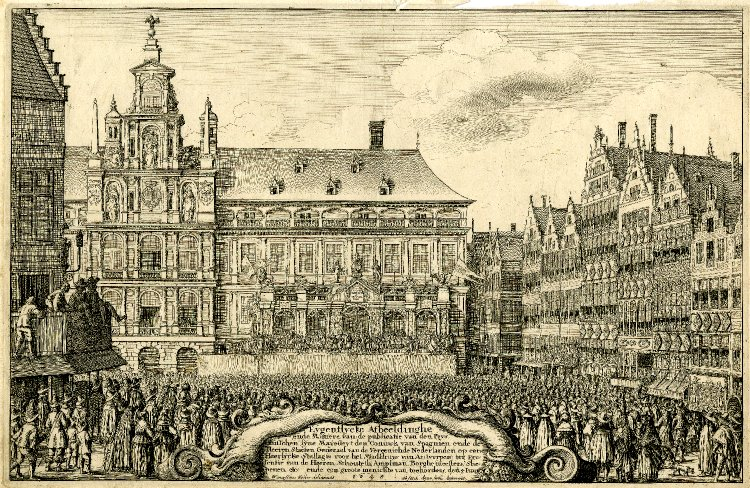
Proclamazione della Pace di Vestfalia nel 1648.

Il riconoscimento dell'indipendenza delle Province Unite da parte della Pace di Vestfalia del 1648 sanciva che la Schelda fosse chiusa alla navigazione, il che rovinò le attività commerciali di Anversa. Questa proibizione rimase in vigore fino al 1863, anche se i regolamenti vennero mitigati durante l'occupazione francese dal 1795 al 1814 e poi durante il periodo in cui il Belgio fu una parte del regno dei Paesi Bassi (dal 1815 al 1830). Anversa raggiunse il culmine del suo declino nel 1800, quando contava meno di 40 000 abitanti e Napoleone, conscio della sua importanza strategica, stanziò due milioni per la costruzione di due darsene e di un molo. Proprio per la sua collocazione geografica Napoleone definiva Anversa “una pistola puntata contro l’Inghilterra”. Nel 1830 la città fu presa dagli insorti belgi, ma la cittadella continuò ad essere in mano alla guarnigione olandese al comando del generale David Hendrik Chassé. Per un certo periodo Chassé sottopose la città a un periodico bombardamento, che inflisse molti danni e, alla fine del 1832, la cittadella stessa fu assediata dall'esercito francese. Durante quest'attacco la città fu ulteriormente colpita. Nel dicembre del 1832, dopo una strenua difesa, Chassé ottenne una resa onorevole.

### Secolo XX

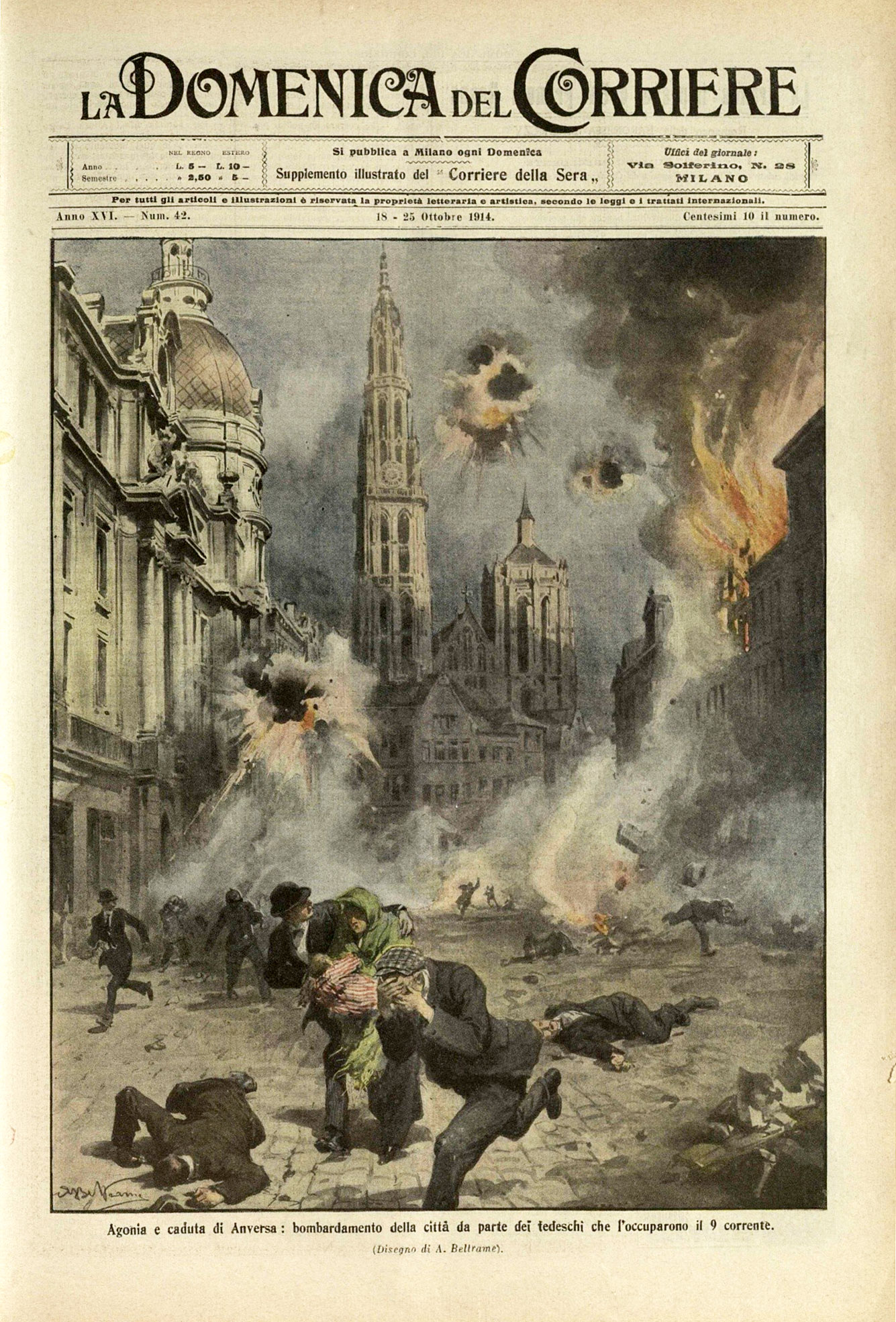
L'assedio di Anversa del 1914 in una illustrazione di Achille Beltrame per la Domenica del Corriere.

Anversa fu la prima città ad ospitare i Campionati mondiali di ginnastica artistica, nel 1903. Durante la prima guerra mondiale, la città fu meta della ritirata dell'esercito belga dopo la sconfitta di Liegi. Fu presa dopo intensi combattimenti dall'esercito tedesco e i belgi furono costretti a ritirarsi più a ovest.
Anversa ospitò la VII Olimpiade. Durante la seconda guerra mondiale la città fu occupata dai tedeschi nel maggio 1940 e fu liberata dall'11ª divisione britannica, che fece il suo ingresso in città il 4 settembre 1944. Come risposta, i tedeschi tentarono di distruggere il porto di Anversa, che era usato dagli alleati per sbarcare materiale bellico. Migliaia di missili V1 e V2 colpirono a tappeto la città, che fu il principale bersaglio di missili V2 durante l'intera guerra. Tuttavia, l'attacco non ebbe successo nel distruggere il porto, poiché molti missili caddero su altre parti della città. Uno di questi attacchi, avvenuto il 16 dicembre, che colpì il Cine Rex, divenne il più mortale provocato singolarmente dalle V2. In conseguenza, la città fu pesantemente danneggiata e fu ricostruita dopo la guerra in stile moderno. Dopo la guerra, Anversa, che già aveva una considerevole popolazione ebraica, divenne ancora una volta il maggior centro europeo dell'Ebraismo ortodosso Haredi (e particolarmente Chassidim).
La fortezza della vicina Breendonk - Fort Breendonk - fu adibita dai nazisti a campo di concentramento dal settembre 1940 al settembre 1944.
Anversa è uno dei più importanti centri per il commercio mondiale dei diamanti.

## Economia

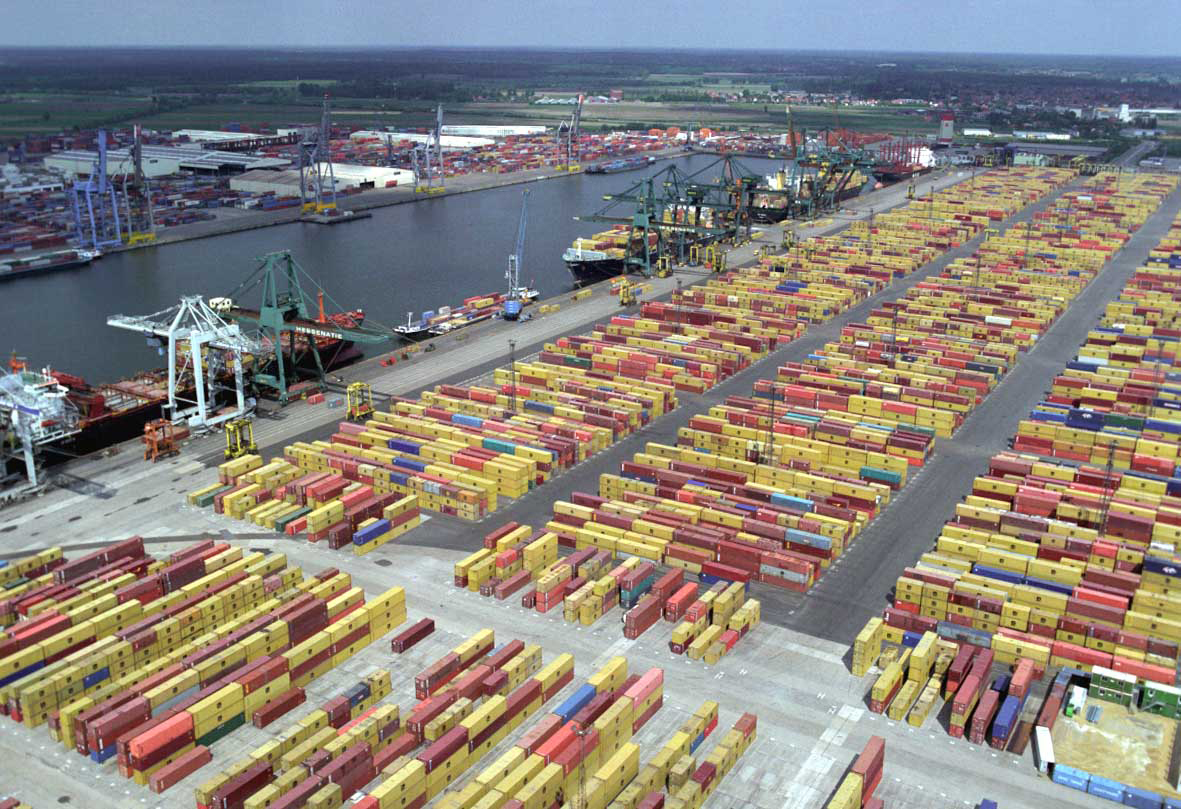
Terminale al porto di Anversa.

Secondo l'American Association of Port Authorities, il porto di Anversa era il diciassettesimo porto più grande (per tonnellaggio) del mondo nel 2005 e secondo solo al porto di Rotterdam in Europa. Le aree portuali di Anversa, con cinque raffinerie di petrolio, ospitano un'enorme concentrazione di industrie petrolchimiche, secondo solo al polo petrochimico a Houston. La generazione di elettricità è anche un'attività importante, con quattro impianti nucleari a Doel, una centrale a combustibile fossile a Kallo, così come diversi impianti a ciclo combinato. C'è un parco eolico nella parte settentrionale dell'area portuale. Ci sono piani per estenderlo nel periodo 2014-2020.
L'altro grande business di Anversa è il commercio di diamanti, che si svolge in gran parte nel quartiere del diamante. La città dispone di quattro Diamond Burst: il Diamond Club di Anversa, il Beurs per Diamanthandel, il Antwerpsche Diamantkring e il Vrije Diamanthandel.  Negli ultimi due decenni, oltre alle famiglie ebraiche, si è visto l'insediamento di indiani, maroniti provenienti dal Libano e armeni. Il Diamond Centre di Anversa, il successore del Hoge Raad per Diamant, svolge un ruolo importante nell'elaborazione di norme, regolamentazione dell'etica professionale, formazione e promozione degli interessi di Anversa come capitale dell'industria di diamanti.

## Monumenti e luoghi d'interesse

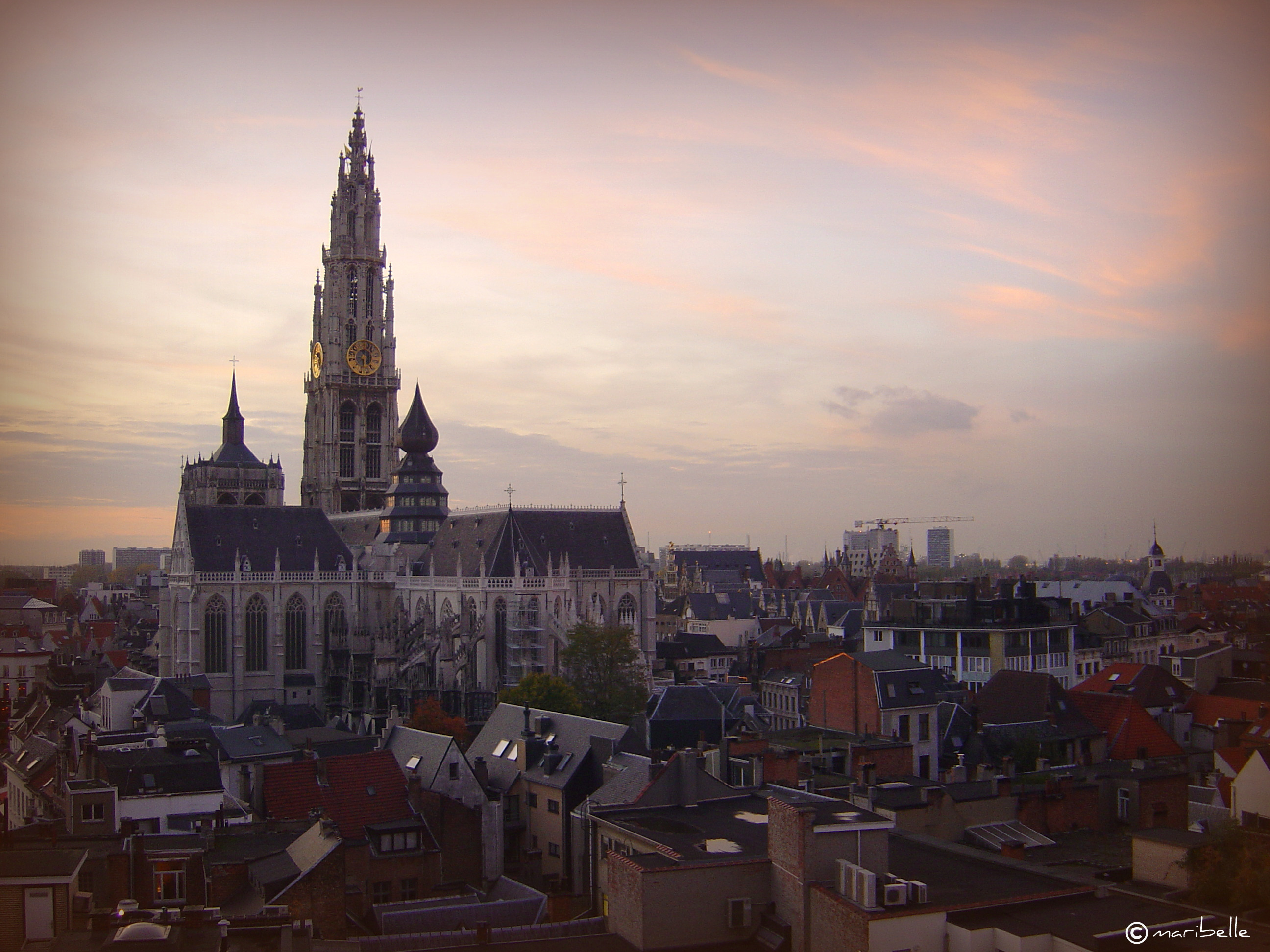
La cattedrale

Anversa conserva notevoli monumenti, testimonianza di un passato ricco e glorioso, uno dei fari della cultura fiamminga. Tra tutti spiccano la cattedrale, capolavoro del gotico brabantino, che con la sua torre, la più alta del Belgio, domina il profilo della città.

### Edifici civili

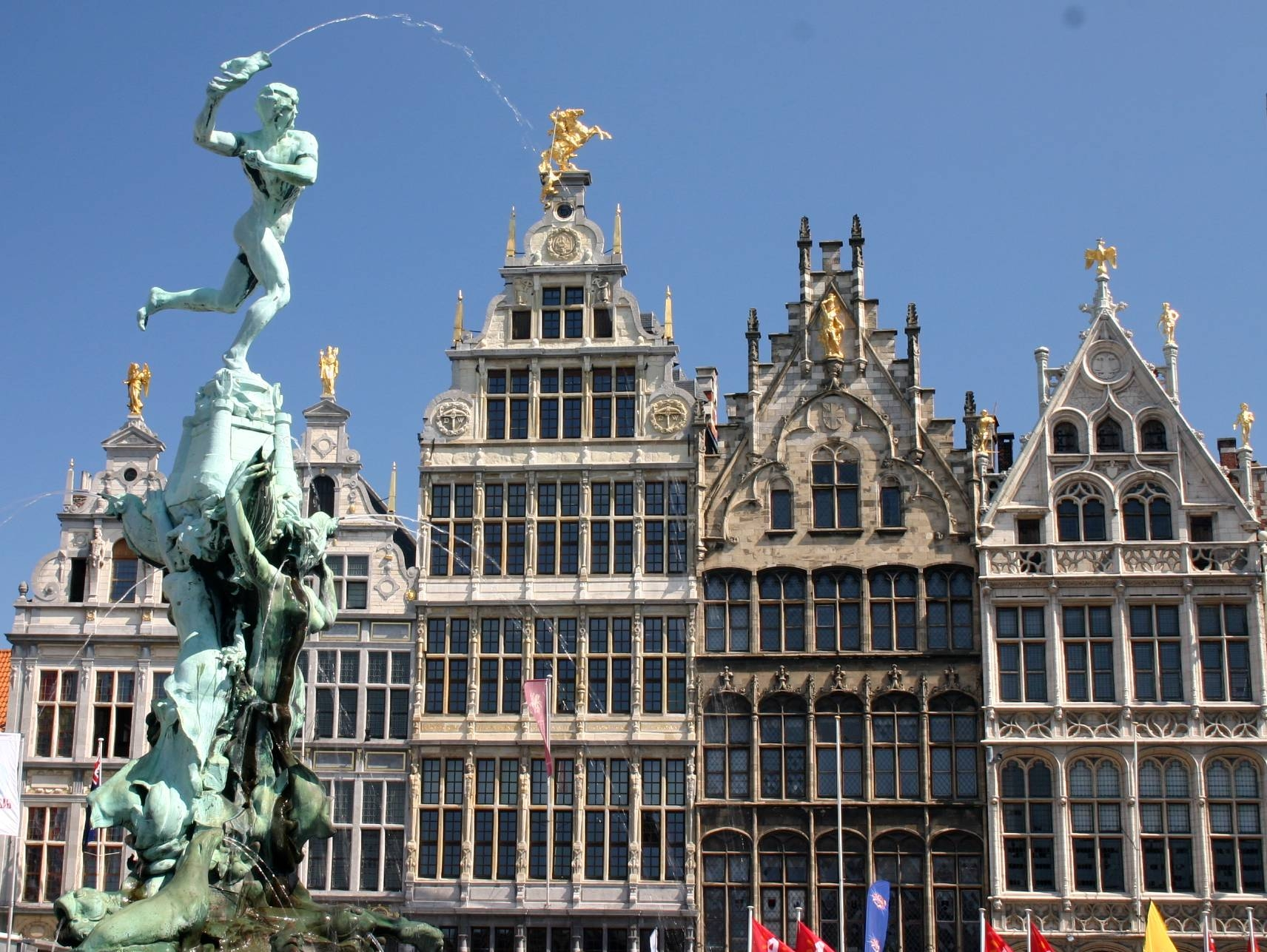
Il Grote Markt con la fontana di Silvius Brabo

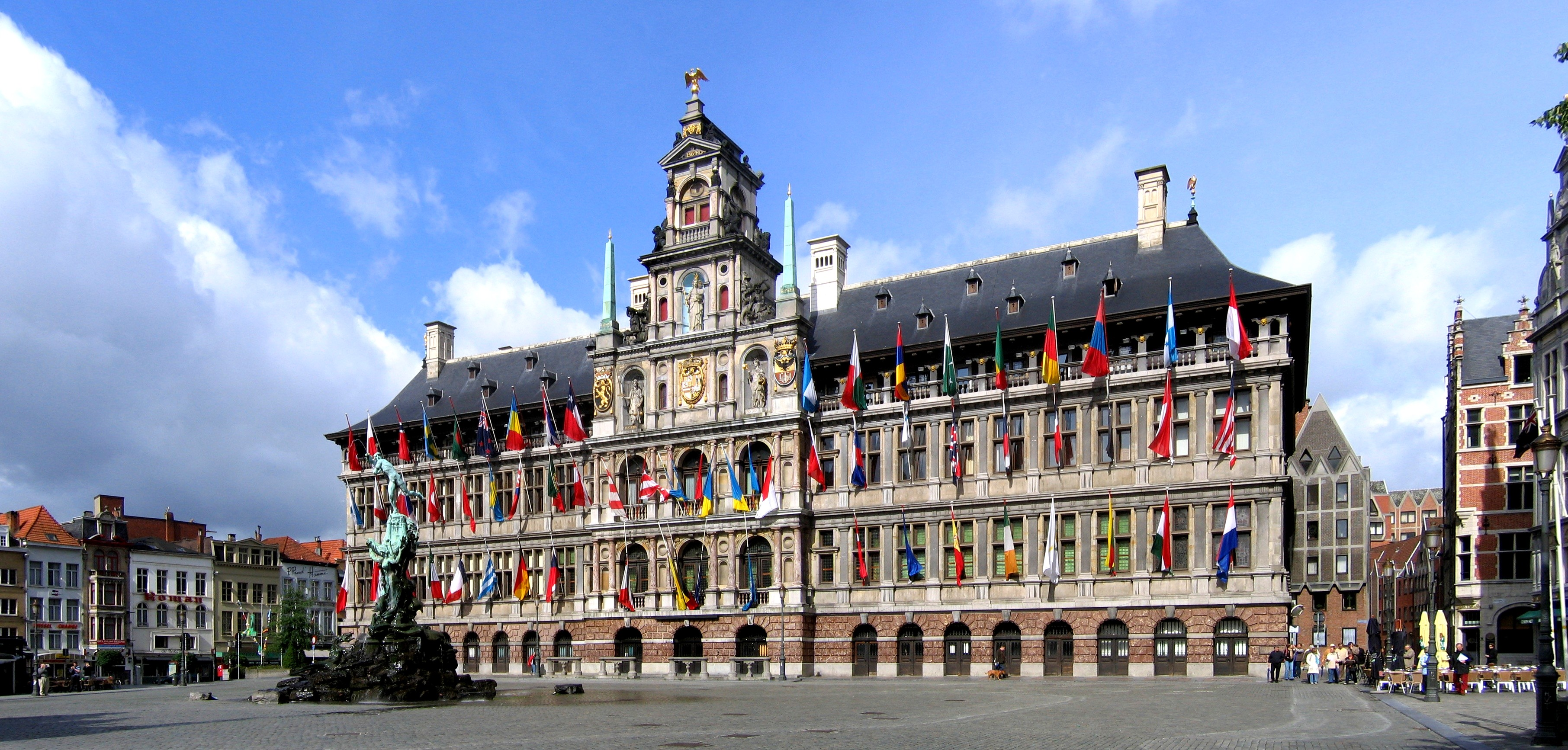
Il municipo

- Grote Markt. La Piazza del Mercato grande è il centro della città; vi sorgono i principali monumenti cittadini. È contornata dalle antiche e preziose case delle Corporazioni, erette tra il XVI e il XVII secolo. Al centro si trova la celebre fontana dedicata a Silvio Brabone.
- Stadhuis. Il municipio di Anversa è una delle più importanti testimonianze dell'architettura manierista delle Fiandre. Sorge sul lato occidentale del Grote Markt e fu eretto da Cornelis Floris de Vriendt tra il 1561 ed il 1566. La facciata è incentrata, secondo l'uso nordico, su un pronunciato avancorpo dai ricchi dettagli rinascimentali.
- Vleeshuis. L'antico Mercato delle Carni è una delle storiche e caratteristiche costruzioni fiamminghe della città. Oggi è la sede del Museo di Archeologia e Arti applicate. Un primo edificio specifico per la macellazione e vendita del bestiame venne costruito qui nel 1250, vicino allo Steen, la fortezza di Anversa, e non lontano dalla Schelda. La Corporazione dei macellai decise di costruire un nuovo e più ampio edificio e lo commissionò al grande architetto cittadino Herman de Waghemakere, che lo realizzò tra il 1501 e il 1504.
- Rubenshuis. La Casa di Rubens è un edificio seicentesco ove visse il grande pittore Peter Paul Rubens. Oggi vi è un museo con diverse opere del maestro e le sue collezioni.
- Sint-Annatunnel. Anversa è una delle poche città europee attraversate da un fiume a non aver un ponte, ma un tunnel che passa sotto lo Schelda.
- La sede dell'antica Borsa di Anversa.
- Port House. Ex caserma dei pompieri riconvertita e riammodernata da Zaha Hadid, adibita a uso di uffici portuali.

### Edifici religiosi

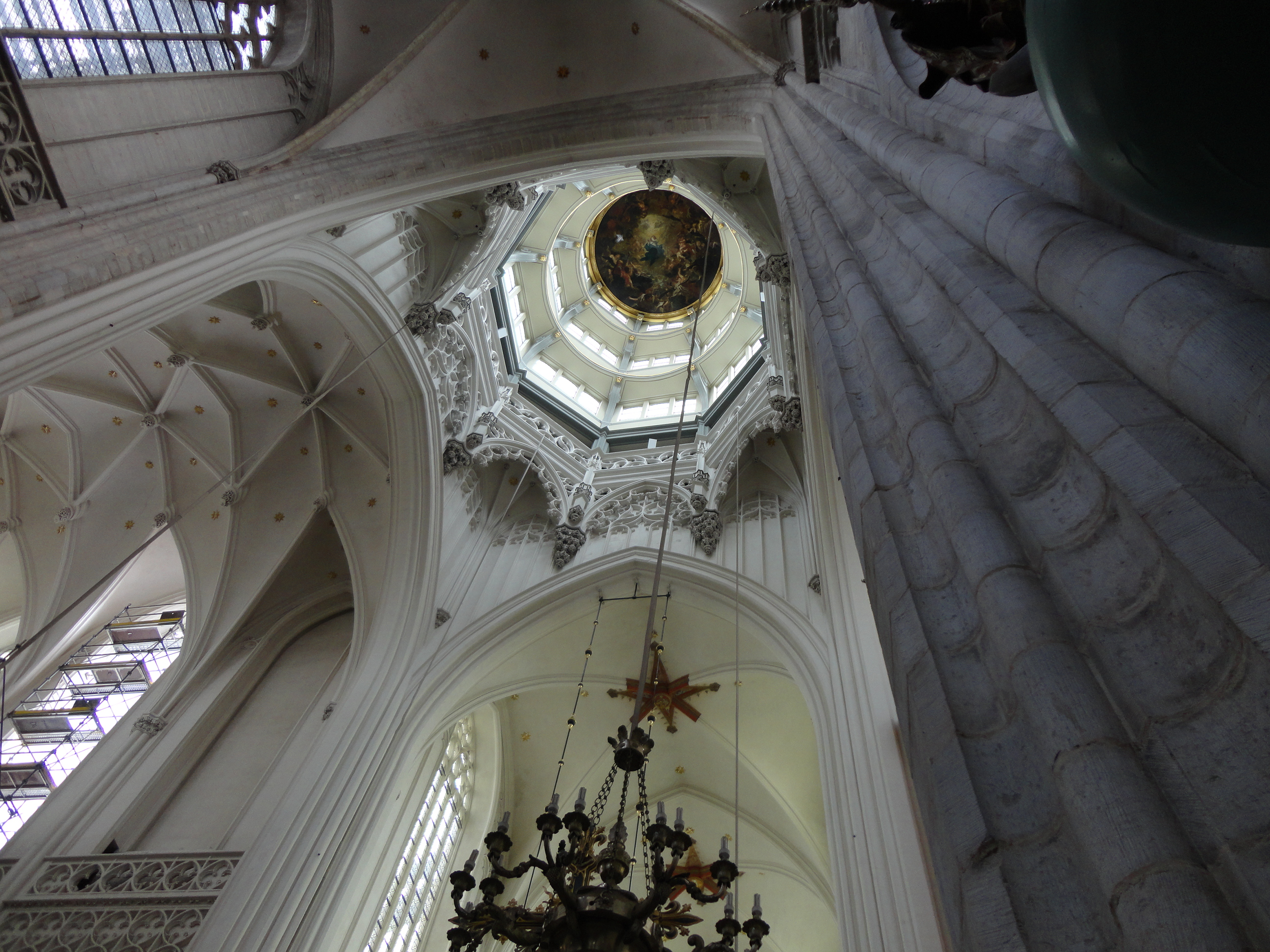
L'interno della cattedrale

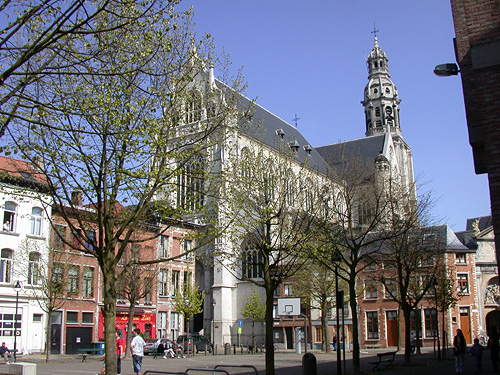
La chiesa di San Paolo

- Onze-Lieve-Vrouwekathedraal. La cattedrale di Nostra Signora è la chiesa madre della diocesi di Anversa. Alto esempio dell'architettura gotica e uno dei massimi capolavori dello stile gotico brabantino, venne costruita fra il 1352 e il 1521. È la più grande cattedrale del Belgio e possiede anche la più alta torre del Paese, che con i suoi 123 metri è una delle più alte d'Europa[9] e le ha anche valso l'inserimento nella lista dei patrimoni dell'umanità promossa dall'UNESCO, nella voce "Campanili di Belgio e Francia". All'interno sono conservati numerosi capolavori di Peter Paul Rubens.
- Sint-Carolus-Borromeuskerk. La chiesa di San Carlo Borromeo venne costruita fra il 1615 e il 1621 dai Gesuiti. È la più antica chiesa barocca delle Fiandre e accoglie uno sfarzoso mobilio settecentesco ed opere di Peter Paul Rubens.
- Sint-Jacob-de-Meerderekerk. La chiesa di San Giacomo Maggiore è un importante costruzione gotica iniziata nel 1491. Ospita all'interno la tomba di Peter Paul Rubens.
- Sint-Pauluskerk. La chiesa di San Paolo è un altro notevole edificio gotico, terminato nel 1571. All'interno conserva un bel mobilio barocco del XVII secolo.
- Sint-Andrieskerk (Chiesa di Sant'Andrea)
- Sint-Walburgiskerk (Chiesa di Santa Walburga)

### Edifici militari

Het Steen

- Het Steen. La rocca è un castello medievale eretto all'incirca tra il 1200 e il 1225 e rimodellato nella forma attuale nel XVI secolo sotto l'impero di Carlo V. È il più antico edificio della città; nel corso dei secoli ha assolto varie funzioni, da residenza del margravio di Anversa a prigione per cinque secoli (1303-1827), fino ad essere adibito a museo nazionale della navigazione per oltre cinquant'anni (1952-2008).
- Fort Lillo, fortino militare.

## Cultura

### Università e accademie
Ad Anversa hanno sede diverse università: l'Università di Anversa, la Artesis Plantijn Hogeschool Antwerpen ("Scuola superiore Artesis Plantijn di Anversa") e l'università cattolica Karel de Grote-Hogeschool ("Scuola superiore Carlomagno").
Altri istituti d'istruzione superiore in città sono l'Accademia reale di belle arti di Anversa, fondata nel 1663, la Scuola superiore della navigazione di Anversa, l'accademia per la marina mercantile, e la Facoltà di teologia comparata.
Dal 1847 al 1968 Anversa è stata sede dell'Istituto superiore statale di commercio, una delle prime università economiche in Europa.

### Musica e teatro
Ad Anversa ha una delle due sedi (l'altra è a Gand) la Vlaamse Opera, l'ente lirico fiammingo.

### Musei
Fra i principali musei della città sono:
- Rubenshuis. La Casa di Rubens è un edificio seicentesco dove visse il grande pittore Peter Paul Rubens. Oggi vi è un museo con diverse opere del Maestro e le sue collezioni.
- Museo reale di belle arti (Koninklijk Museum voor Schone Kunsten)
- Museo Mayer van den Bergh
- Museo d'arte contemporanea (MUHKA)
- Provinciaal Diamantmuseum (Museo provinciale del Diamante)
- Plantin-Moretusmuseum
- Museo della moda
- Museum aan de Stroom (MAS) situato lungo il fiume Schelda, nel quartiere Eilandje, è il più grande museo di Anversa; è aperto dal maggio 2011.
- Red Star Line Museum
- Museo Eugeen Van Mieghem (Museo d'arte dedicato ad Eugeen Van Mieghem).

Lo zoo di Anversa è stato fondato nel 1843.

### Istituti di ricerca
Ad Anversa è situato l'Institut de médecine tropicale, specializzato nella ricerca, l'insegnamento e la cura delle malattie tropicali e organizzazione dei servizi sanitari nei paesi in via di sviluppo.

## Clima
| Anversa             | Mesi | Mesi | Mesi | Mesi | Mesi | Mesi | Mesi | Mesi | Mesi | Mesi | Mesi | Mesi | Stagioni | Stagioni | Stagioni | Stagioni | Anno |
| Anversa             | Gen  | Feb  | Mar  | Apr  | Mag  | Giu  | Lug  | Ago  | Set  | Ott  | Nov  | Dic  | Inv      | Pri      | Est      | Aut      | Anno |
| ------------------- | ---- | ---- | ---- | ---- | ---- | ---- | ---- | ---- | ---- | ---- | ---- | ---- | -------- | -------- | -------- | -------- | ---- |
| T. max. media (°C)  | 4,9  | 6,3  | 9,5  | 13,0 | 17,6 | 20,9 | 22,1 | 22,0 | 19,8 | 15,2 | 9,1  | 6,0  | 5,7      | 13,4     | 21,7     | 14,7     | 13,9 |
| T. min. media (°C)  | −0,1 | 0,6  | 2,4  | 4,9  | 8,3  | 11,2 | 12,8 | 12,9 | 11,2 | 8,0  | 3,8  | 1,2  | 0,6      | 5,2      | 12,3     | 7,7      | 6,4  |
| Precipitazioni (mm) | 69   | 49   | 68   | 49   | 61   | 69   | 68   | 62   | 66   | 77   | 70   | 70   | 188      | 178      | 199      | 213      | 778  |

## Geografia antropica

### Suddivisione amministrativa
| Distretti del comune. | Il comune è costituito dai seguenti distretti: 1. Anversa (distretto) 2. Berchem 3. Berendrecht-Zandvliet-Lillo 4. Borgerhout 5. Deurne 6. Ekeren 7. Hoboken 8. Merksem 9. Wilrijk |

## Infrastrutture e trasporti
Il trasporto pubblico cittadino è gestito dalla De Lijn e prevede anche una rete tranviaria composta da 12 linee.

La città è collegata a Gand per mezzo della linea 59.

## Amministrazione

### Gemellaggi
- Barcellona, dal 1997
- Haifa, dal 1995
- Città del Capo, dal 1996
- Ludwigshafen am Rhein, dal 1998
- Marsiglia, dal 1958
- Mulhouse, dal 1954
- Rostock, dal 1963
- San Pietroburgo, dal 1958
- Shanghai, dal 1984[13]

Anversa ha relazioni anche con le città di:
- Durban
- Paramaribo

## Sport
Ha ospitato i Giochi della VII Olimpiade nel 1920 e una puntata di Giochi senza frontiere nel 1977.
Nel 2013 Anversa è Capitale europea dello sport ed ospita la 44ª edizione dei Campionati mondiali di ginnastica artistica.
Dal 28 gennaio all'8 febbraio 2014 Anversa ha ospitato la fase finale degli europei di calcio a 5: la fase a gironi alla Lotto Arena, fase finale a eliminazione diretta alla Sportpaleis Arena.
I principali impianti sportivi della città sono lo Stadio Olimpico e il Bosuilstadion.

### Calcio
La squadra principale della città è il Royal Antwerp FC, noto semplicemente come Antwerp o, in italiano, Anversa.